# Cololejeunea triapiculata
Cololejeunea triapiculata là một loài Rêu trong họ Lejeuneaceae. Loài này được (Herzog) Tixier mô tả khoa học đầu tiên năm 1971.